# Открытый чемпионат Нью-Йорка по теннису
Открытый чемпионат Нью-Йорка (до 2002 года Hamlet Cup, в 2003—2004 годах TD Waterhouse Cup) — мужской международный профессиональный теннисный турнир, проходящий на хардовых кортах Юниондейла (штат Нью-Йорк).

## История
Турнир на Лонг-Айленде, носивший вначале название Hamlet Challenge Cup, был основан как показательный и проводился с целью сбора денег на местный кантри-клуб в районе Джерико. В 80-е годы в нём участвовали Джон Макинрой, Илие Настасе, Джимми Коннорс, Иван Лендл и Стефан Эдберг. В 1990 году турнир был перенесён из Джерико в Коммак, где оставался следующие 15 лет. С 1990 по 2004 год турнир входил в календарь АТР-тура и принадлежал к базовой категории турниров АТР — вначале ATP World, а позже ATP International. В последний год проведения призовой фонд турнира составлял 355 тысяч долларов при турнирной сетке, рассчитанной на 32 игрока в одиночном разряде и 16 пар.
В 2004 году турнир на Лонг-Айленде прошёл в последний раз. Попытка перенести его из Коммака в Эйзенхауэр-парк не увенчалась успехом, и от турнира, в последние годы не собиравшего ведущих игроков из-за близости по времени к Открытому чемпионату США, решено было отказаться. Турнир был выкуплен АТР и после борьбы между Нью-Хейвеном и Чикаго был передан Нью-Хейвену, где его спонсором стала уже проводившая женский турнир компания Pilot.
В 2018 году турнир на Лонг-Айленде вернулся в календарь основной серии ATP, когда местные организаторы получили право провести в Нассау Ветеранз Мемориал Колизеум соревнование вместо ликвидированного турнира в Мемфисе.

## Победители и финалисты
За время проведения турнира в рамках АТР-тура три теннисиста — Евгений Кафельников, Магнус Норман и Парадорн Шричапан — сумели дважды выиграть его в одиночном разряде, причём все выигрывали по два раза подряд. Среди победителей турнира были также Иван Лендл, Стефан Эдберг, Патрик Рафтер, Ллейтон Хьюитт и олимпийский чемпион Марк Россе. Несколько игроков по два раза побеждали в турнире пар, в том числе пара Джонатан Старк/Кевин Ульетт — два года подряд. Ни одному теннисисту не удалось победить в обоих разрядах.
Несмотря на то, что американский мужской теннис в период проведения турнира переживал расцвет, ни одному хозяину корта так и не довелось его выиграть за 15 лет, хотя Иван Лендл, Майкл Чанг, Пит Сампрас и Джеймс Блейк доходили до финала. Шесть американских теннисистов выигрывали турнир в парах, в том числе дважды (в 1992 и 1996 годах) первенствовали чисто американские пары. В 2000 году трое из четырёх финалистов парного турнира представляли США.
Среди представителей республик бывшего СССР, кроме Кафельникова, чемпионом турнира становился украинец Андрей Медведев. Представляющий Россию Александр Волков также играл в финале парного турнира.

## Финалы турниров
| Год                         | Победитель              | Финалист          | Счёт              |
| --------------------------- | ----------------------- | ----------------- | ----------------- |
| Юниондейл                   |                         |                   |                   |
| 2020                        | Кайл Эдмунд             | Андреас Сеппи     | 7-5 6-1           |
| 2019                        | Райли Опелка            | Брэйден Шнур      | 6-1 6-7(7) 7-6(7) |
| 2018                        | Кевин Андерсон          | Сэм Куэрри        | 4-6 6-3 7-6(1)    |
| 2005 — 2017 (не проводился) |                         |                   |                   |
| Лонг-Айленд                 |                         |                   |                   |
| 2004                        | Ллейтон Хьюитт          | Луис Орна         | 6-3 6-1           |
| 2003                        | Парадорн Шричапан (2)   | Джеймс Блейк      | 6-2 6-4           |
| 2002                        | Парадорн Шричапан       | Хуан Игнасио Чела | 5-7 6-2 6-2       |
| 2001                        | Томми Хаас              | Пит Сампрас       | 6-3 3-6 6-2       |
| 2000                        | Магнус Норман (2)       | Томас Энквист     | 6-3 5-7 7-5       |
| 1999                        | Магнус Норман           | Алекс Корретха    | 7-6(4) 4-6 6-3    |
| 1998                        | Патрик Рафтер           | Феликс Мантилья   | 7-6(3) 6-2        |
| 1997                        | Карлос Мойя             | Патрик Рафтер     | 6-4 7-6(1)        |
| 1996                        | Андрей Медведев         | Мартин Дамм       | 7-5 6-3           |
| 1995                        | Евгений Кафельников (2) | Ян Симеринк       | 7-6(0) 6-2        |
| 1994                        | Евгений Кафельников     | Седрик Пьолин     | 5-7 6-1 6-2       |
| 1993                        | Марк Россе              | Майкл Чанг        | 6-4 3-6 6-1       |
| 1992                        | Петр Корда              | Иван Лендл        | 6-2 6-2           |
| 1991                        | Иван Лендл              | Стефан Эдберг     | 6-3 6-2           |
| 1990                        | Стефан Эдберг           | Горан Иванишевич  | 7-6 6-3           |

| Год  | Победители                          | финалисты                              | Счёт           |
| ---- | ----------------------------------- | -------------------------------------- | -------------- |
| 2020 | Доминик Инглот Айсам-уль-Хак Куреши | Стив Джонсон Райли Опелка              | 7-6(5) 7-6(6)  |
| 2019 | Кевин Кравиц Андреас Мис            | Сантьяго Гонсалес Айсам-уль-Хак Куреши | 6-4 7-5        |
| 2018 | Максим Мирный Филипп Освальд        | Уэсли Колхоф Артём Ситак               | 6-4 4-6 [10-6] |
| 2004 | Антони Дюпюи Микаэль Льодра         | Ив Аллегро Михаэль Кольманн            | 6-2 6-4        |
| 2003 | Робби Кёниг Мартин Родригес         | Мартин Дамм Цирил Сук                  | 6-3 7-6(4)     |
| 2002 | Махеш Бхупати Майк Брайан           | Павел Визнер Петр Пала                 | 6-3 6-4        |
| 2001 | Джонатан Старк (2) Кевин Ульетт (2) | Леош Фридл Радек Штепанек              | 6-1 6-4        |
| 2000 | Джонатан Старк Кевин Ульетт         | Ян-Майкл Гэмбилл Скотт Хамфрис         | 6-4 6-4        |
| 1999 | Оливье Делатр (2) Фабрис Санторо    | Ян-Майкл Гэмбилл Скотт Хамфрис         | 7-5 6-4        |
| 1998 | Хулиан Алонсо Хавьер Санчес         | Брэндон Куп Дейв Рандолл               | 6-4 6-4        |
| 1997 | Маркос Ондруска Давид Приносил (2)  | Марк Кил Ти Джей Мидлтон               | 6-4 6-4        |
| 1996 | Люк Дженсен Мерфи Дженсен           | Хендрик Дреекман Александр Волков      | 6-3 7-6        |
| 1995 | Даниэль Вацек Цирил Сук             | Рик Лич Скотт Мелвилл                  | 5-7 7-6 7-6    |
| 1994 | Оливье Делатр Ги Форже (2)          | Марк Петчи Эндрю Флорент               | 6-4 7-6        |
| 1993 | Марк-Кевин Гёлльнер Давид Приносил  | Арно Бёч Оливье Делатр                 | 6-7 7-5 6-2    |
| 1992 | Грег ван Эмбург Франсиско Монтана   | Джанлукка Поцци Олли Рахнасто          | 6-4 6-2        |
| 1991 | Эрик Елен Карл-Уве Штееб            | Диего Наргисо Даг Флэк                 | 0-6 6-4 7-6    |
| 1990 | Ги Форже Якоб Хласек                | Удо Риглевски Михаэль Штих             | 2-6 6-3 6-4    |